# 道の駅はが (栃木県)
道の駅はが（みちのえき はが）は、栃木県芳賀郡芳賀町大字祖母井にある、芳賀町道三日市上横西線の道の駅である。
西棟と東棟にわかれ、西棟には総合案内所や惣菜店など、東棟には物産館や農産物直売所などがある。さらに道の駅施設の西側の道路向かいには芳賀温泉「ロマンの湯」が併設されている。施設の運営は、指定管理者の芳賀町ロマン開発株式会社が担っている。

## 歴史
1993年（平成5年）に温泉開発に着手し、同年9月に源泉が湧出した。1995年（平成7年）に入浴施設「ロマンの湯」がオープン。2001年、向かいに農業振興施設「友遊はが」が作られた。2002年（平成14年）4月に道の駅となった。その直後2つ目の源泉が湧き出た。
2022年（令和4年）11月3日、宇都宮餃子の店「寿限無」がフードコートに出店した。

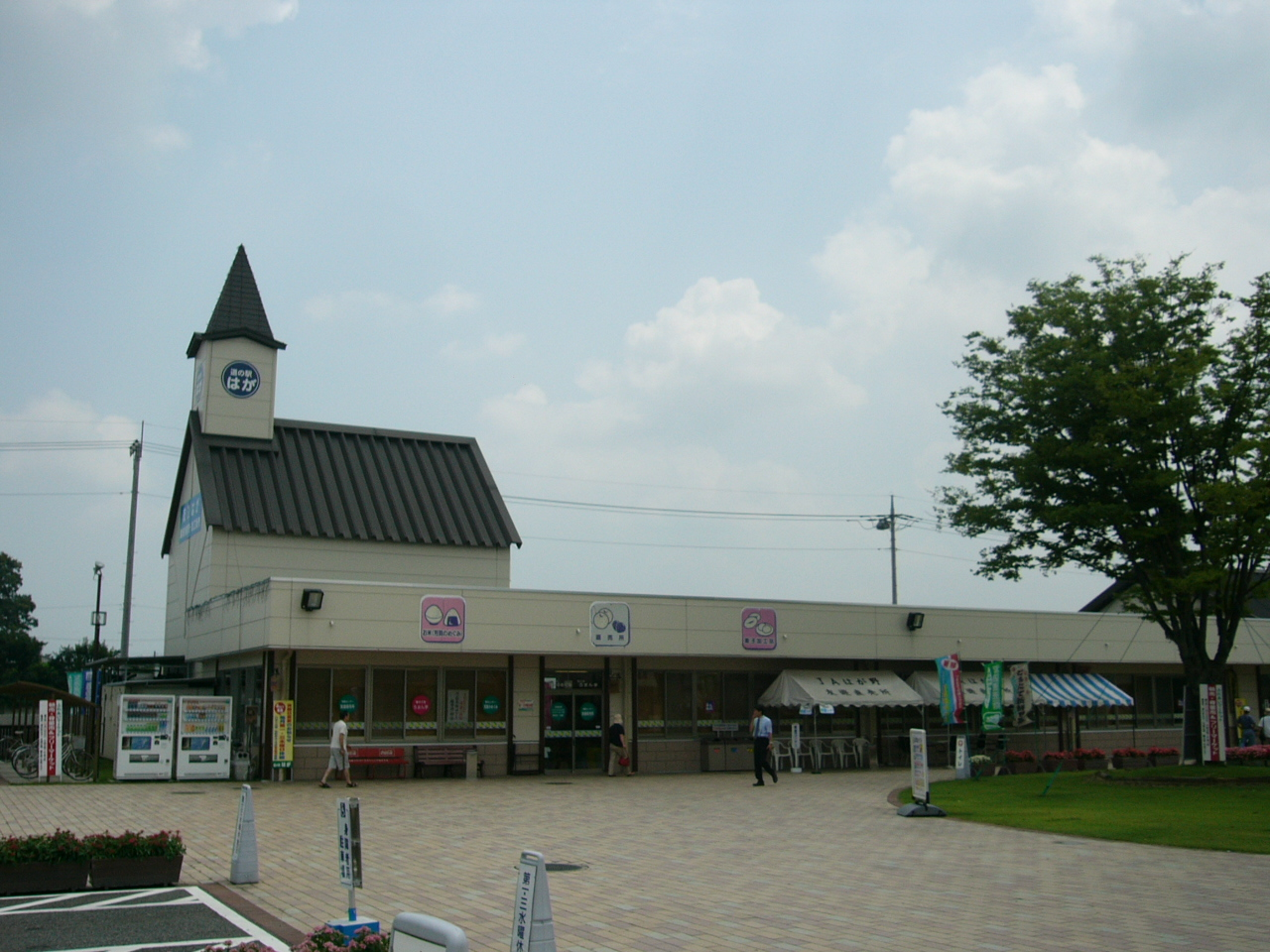
2005年の東棟

## 施設

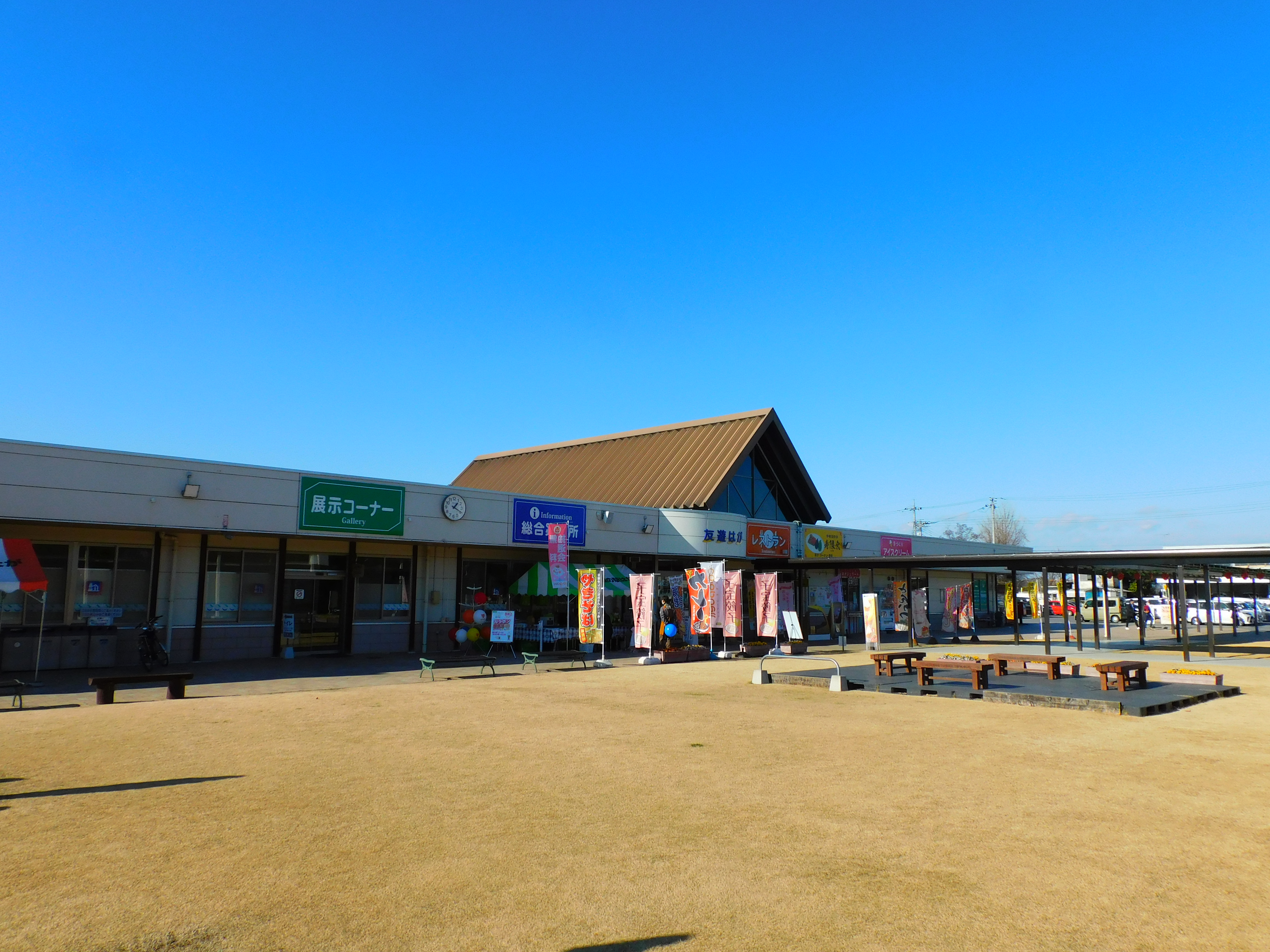
「友遊はが」西棟

指定管理者の芳賀町ロマン開発株式会社が運営している。同社は芳賀町長の大関一雄が社長を務めていたが、2023年（令和5年）10月1日に阿久津俊夫に交代した。阿久津社長は就任に際し、町の特産梨「にっこり」にちなんで「にっこり日本一!」を目指すと表明した。
出典
- 施設は、友遊はがとロマンの湯の2施設に大きく分かれている。
- 駐車場とトイレ、公衆電話は24時間利用可能。
- 両施設とも毎週水曜日が定休日となるが祝日の場合は営業する。
- 駐車場は両施設合わせて合計421台（普通車399台、軽自動車5台、大型車13台、身体障害者用4台）

### 友遊はが
利用者数は2007年（平成19年）度の71.6万人が最高で、以降は横ばいが続いている。
- トイレ（男20、女16、身体障害者用3）
- 公衆電話
- 友遊はが
  - 東棟
    - 友遊直売所（9:00 - 17:00）
    - フラワーショップ ふらり（9:30 - 17:00）

  - 西棟
    - 総合案内所（8:30 - 17:00）
    - 宇都宮餃子 寿限無（平日9:00 - 14:30、休日9:00 - 16:00）
    - アイスクリーム工房はがジェラート（10:00 - 17:00）
    - 道の駅レストラン キッチン和京（10:00 - 15:00LO）
- こども広場交通公園：三輪車用の自動車教習所のようなコースが整備された交通公園[9]。

### ロマンの湯

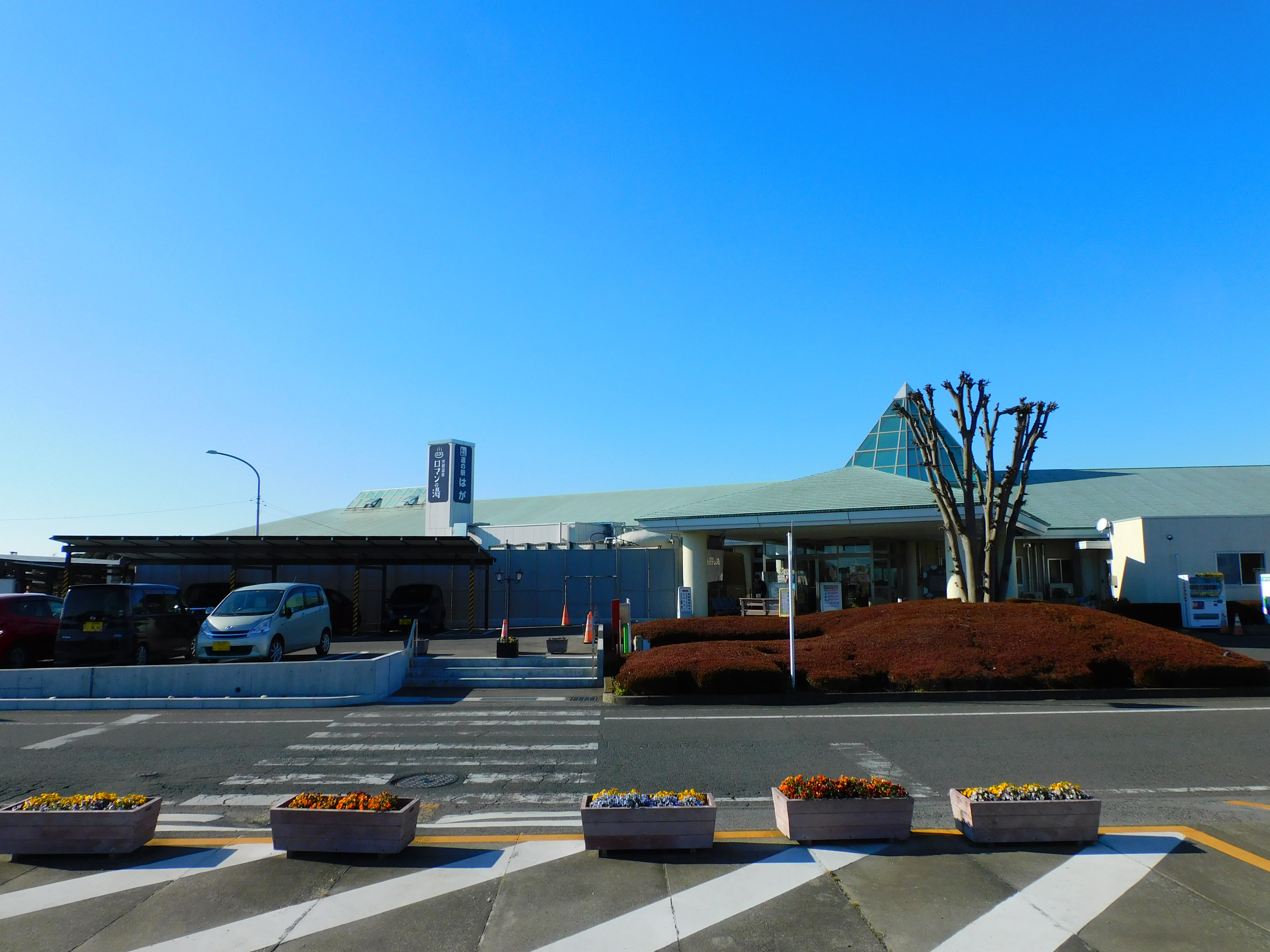
ロマンの湯

青木繁とロマンスを繰り広げた福田たねが芳賀町出身であり、すぐ横を流れる五行川を二人で散策していたことから「ロマンの湯」と命名された。
泉質はナトリウム塩化物泉。源泉は2つあり、1993年（平成5年）9月に湧出の第一源泉は、肌にやさしい「美人の湯」。2002年9月に湧出の第二源泉は、塩化イオン濃度が高く、皮膚に塩分が付着し保温効果があり湯冷めしにくい「あたたまりの湯」となっている。
- 施設（延床面積2,116 m2[3]）
  - ロマンの湯 （10:00 - 21:00）
  - ロマンの湯のレストラン （10:30 - 14:30、16:30 - 19:30）
  - ロマンの湯の売店
  - 大広間、中広間、有料個室
  - 町営健康センターを併設

## アクセス
- 芳賀町道三日市上横西線（登録路線）[1]
- 栃木県道61号真岡那須烏山線
- 栃木県道69号宇都宮茂木線
- JRバス関東「芳賀温泉ロマンの湯」バス停：宇都宮ライトレール「芳賀町工業団地管理センター前停留場」近くの「芳賀町工業団地管理センター前」停留所（芳賀工業団地トランジットセンター内）からJRバス関東「祖陽が丘団地循環線」または「水都西線」茂木駅行きを利用[12]。

宇都宮ライトラインではコラボ一日乗車券が販売されており、運行会社の宇都宮ライトレールと芳賀町ロマン開発は2024年（令和6年）12月10日に連携協定を結んだ。

## 駅周辺
- 芳賀町役場
- モテナス芳賀（たいらや芳賀店、カワチ薬品芳賀店）
- 芳賀町総合運動公園
- 祖母井神社